# Kvarndammen (Gryts socken, Södermanland)
Kvarndammen är en sjö i Gnesta kommun i Södermanland och ingår i Trosaåns huvudavrinningsområde.